# Franz Bruno Erhardt

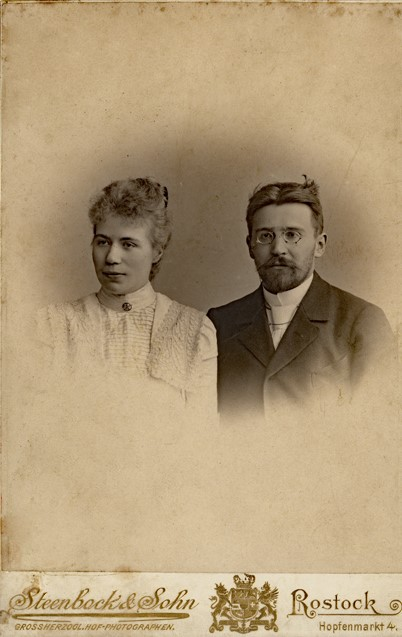
Franz Bruno Erhardt mit seiner Frau Margarethe (um 1900)

Franz Bruno Erhardt (* 4. November 1864 in Niedertrebra; † 6. April 1930 in Rostock) war ein deutscher Philosoph und Professor an der Universität Rostock.
Erhardt war ein Pfarrerssohn und für eine theologische Laufbahn vorgesehen. Von 1884 bis 1888 studierte er aber Philosophie und Geschichte an der Universität Jena, Heidelberg und Berlin. Die Promotion erfolgte 1888 zum Dr. phil. in Jena mit einer Dissertation über die Kritik der Kantischen Antinomienlehre bei Otto Liebmann. Die Habilitation folgte dort 1891 mit einer Studie über den Satz vom Grunde als Prinzip des Schließens. Von 1889 bis 1891 legte er das Lehramtsexamen ab, anschließend das Probejahr an Gymnasien zu Weimar und Jena. Von 1891 bis 1898 war er Privatdozent und unbesoldeter Extraordinarius in Jena. Ab 1898 lehrte er als ordentlicher Professor an der Universität Rostock. Dort wurde er zweimal Dekan der Philosophischen Fakultät und Rektor der Universität 1911/12. 1915 wurde er zum Geheimrat, 1917 zum Geheimen Hofrat ernannt.
Inhaltlich befasste er sich mit dem Neukantianismus sowie Spinoza, mit dem er eine Wiederbelebung der Metaphysik gegen die Marburger Schule versuchte. 1929 wurde er aus gesundheitlichen Gründen beurlaubt.
Sein Sohn ist der Rostocker Zoologe Albert Erhardt (1904–1969).

## Schriften
- Metaphysik, Reisland, Leipzig 1894
- Die Philosophie des Spinoza im Lichte der Kritik, Leipzig 1908
- Bleibendes und Vergängliches in der Philosophie Kants. Leipzig 1926
- Die Weltanschauung Spinozas, Strecker & Schröder, Stuttgart 1928
- Die Wechselwirkung zwischen Leib und Seele. Eine Kritik des psychophysischen Parallelismus, 1897, (repr. Dogma, 2014, ISBN 978-3954548057)